# کرسنت سیتی (فلوریدا)
کرسنت سیتی (به انگلیسی: Crescent City) شهری در شهرستان پوتنام ایالت فلوریدا است که در سال ۱۸۸۳ بنیان‌گذاری شده‌است. این شهر طبق سرشماری سال ۲۰۱۰ میلادی، ۱٬۵۷۷ نفر جمعیت داشته و مساحت آن نیز ۵٫۵ کیلومتر مربع است.